# Maurice Dekobra

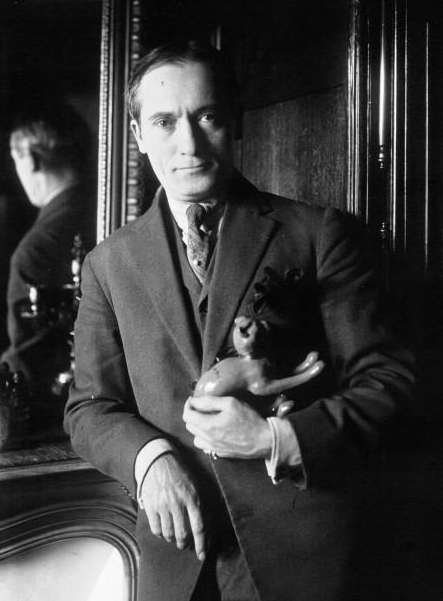
Maurice Dekobra (1927)

Maurice Dekobra (* 26. Mai 1885 in Paris; † 1. Juni 1973 ebenda), mit eigentlichem Namen Maurice Tessier, war ein französischer Schriftsteller, Journalist und Übersetzer.

## Leben
Maurice Dekobra wurde am 26. Mai 1885 als Ernest Maurice Tessier in Paris geboren. Der Sohn eines Industrievertreters besuchte das Lycée Rollin und schlug nach dem Abitur die journalistische Laufbahn ein. Er war als Auslandskorrespondent in Amerika, Asien und Afrika für mehrere große französische Tageszeitungen tätig und wirkte im Ersten Weltkrieg in England als Verbindungsoffizier. In den 20er Jahren hatte er internationalen Erfolg mit kosmopolitisch orientierten Unterhaltungsromanen, in denen er seine auf zahlreichen Reisen gesammelten Eindrücke verarbeitete. Seine hohe Auflagen erzielenden Werke wurden teilweise in über 20 Sprachen übersetzt und einige (teilweise mehrfach) verfilmt. Dekobra war von 1927 bis 1954 selbst als Drehbuchautor an 25 Filmen beteiligt, als Regisseur und Produzent an La rafle est pour ce soir (1954). Er war Offizier der französischen Ehrenlegion, Ritter des Großkreuzes des Tempelordens, Ehrendoktor der indischen Andrah-Universität und Inhaber weiterer Auszeichnungen. 1951 erhielt er den Prix du Quai des Orfèvres. Von 1920 bis 1972 hatte er das Amt des Vizepräsidenten des Syndicat national des auteurs et compositeurs inne. Er starb am 1. Juni 1973 im Alter von 88 Jahren im Hôpital Bichat in Paris.

## Werke in Übersetzung aus dem Französischen
- Flammen mit Seidenpfötchen. Ullstein, Berlin [1929]
- Ein Freudenmädchen ist gestorben ... Neue Berliner Verlags-Ges., Berlin 1928. Ü: Hans Blum
- Fürst oder Clown. Ullstein, Berlin [1927]. Ü: Johannes Kunde
- Die Gondel der Träume. Neue Berliner Verlags-Ges., Berlin 1927 und Oestergard, Berlin [1938]. Ü: Hans Blum
- Glauben Sie, dass Pauline jemals ein anständiges Mädchen wird? Robinson Verlag, Berlin 1928. Ü: Käthe Redlich
- Liebling der Götter und Frauen. Ullstein, Berlin [1930]
- Madonna im Schlafcoupé. Neue Berliner Verlags-Gesellschaft, Berlin [1926]. Ü: Hans Leopold
- Mein Freund, der Dieb. Robinson, Berlin 1929. Ü: Hans Blum
- Meine geliebte Prinzessin. Dr. Zelle-Ensler, Berlin [1928]
- Mein Herz unter der Zeitlupe (Wie ich Griseldas Millionen gewann). Robinson, Berlin 1930. Ü:  Ernst Weiß
  - zuerst: Wie ich Griseldas Millionen gewann. Neue Berliner Verlagsgesellschaft [um 1926]; wieder  Oestergaard, Berlin-Schöneberg 1928. Ü: Ernst Weiß
- Moral um Mitternacht. Neue Berliner Verlags-Ges., Berlin 1928. Ü: Hans Blum
- Der Philosoph und die Dirne. Neue Berliner Verlags-Ges., Berlin 1927. Ü: Hans Blum
- Psychologie der Eisenbahnen. In: Der Querschnitt. Propyläen, Berlin 1927
- Rätsel um Magali. Büchergilde Gutenberg, Zürich 1956. Ü: Anita Hüttenmoser
- Die Rote Armee ist in New York: der Krieg von morgen? Wervereis, Baden-Baden [1955]. Ü: Henriette von Gruen

## Verfilmungen
- 1927: Fürst oder Clown
- 1937: Yoshiwara
- 1939: Die Spielhölle von Macao (Macao, l’enfer du jeu)
- 1950: Der Kurier des Kaisers (Fusillé à l’aube)
- 1955: Die Straße der geschminkten Lippen (La rue des bouches peintes)
- 1964: Geheimpaß - Agent K 8 (Passeport diplomatique)